# Selenops ilcuria
Selenops ilcuria är en spindelart som beskrevs av José Antonio Corronca 2002. Selenops ilcuria ingår i släktet Selenops och familjen Selenopidae. Inga underarter finns listade i Catalogue of Life.